# Leverkræft
Leverkræft, også kaldet primær leverkræft eller cancer hepatis, er en kræftsygdom, der opstår i leverens celler. Man skelner således mellem egentlig leverkræft og andre typer kræft, hvor metastaser har spredt sig fra et andet organ til leveren, hvilket er det mest almindelige. Disse levermetastaser behandles alt efter hvilken kræftsygdom, de stammer fra og kaldes også sekundær leverkræft.
Der konstateres ca. 275 tilfælde af leverkræft i Danmark årligt. Der er forøget risiko for leverkræft hos patienter med skrumpelever, især hvis den er fremkaldt af alkoholisme eller hepatitis B.
Primær leverkræft er mere udbredt i Afrika og Sydøstasien, fordi fødevarer forurenet med stoffet aflatoksin er hyppigt forekommende her, og fordi hepatitis B også er udbredt.